# Micropholis madeirensis
Micropholis madeirensis är en tvåhjärtbladig växtart som först beskrevs av Charles Baehni, och fick sitt nu gällande namn av André Aubréville. Micropholis madeirensis ingår i släktet Micropholis och familjen Sapotaceae. IUCN kategoriserar arten globalt som nära hotad. Inga underarter finns listade i Catalogue of Life.